# Dragon Quest Heroes: Rocket Slime
 (janvier 2012).
Si vous disposez d'ouvrages ou d'articles de référence ou si vous connaissez des sites web de qualité traitant du thème abordé ici, merci de compléter l'article en donnant les références utiles à sa vérifiabilité et en les liant à la section « Notes et références ».
Dragon Quest Heroes: Rocket Slime, connu sous le titre Slime MoriMori Dragon Quest 2 au Japon, est un jeu vidéo de type action-aventure développé par TOSE et édité par Square Enix fin 2005 sur Nintendo DS.
C'est un hors-série de la série de jeux Dragon Quest. Il relate l'histoire d'un Gluant (nommé Slime en anglais), monstre phare de la série Dragon Quest.

## Synopsis
Dans cet épisode, le joueur incarne Rocket, un gluant qui vit dans le village de Boingburg dans l'île Sliménia. Le village est envahi par le terrible gang des queues, venus pour voler un puissant artéfact, la flûte légendaire, mais sans succès, car la fameuse flûte se trouvait en fait dans le gosier de Rocket, qui avait voulu échapper aux représailles de son père quand il jouait avec la fameuse flûte. Apparemment, Rocket et ses amis, pour passer le temps, s'amusaient avec la flûte légendaire, mais son père est arrivé, et, Rocket, dans un moment de panique, avala la flûte.
Le gang des queues, n'ayant pas trouvé l'objet convoité, décidèrent de ravager le village grâce à leur tank. Le jeu consiste donc à sauver tous les villageois kidnappés. Il y a en tout 100 gluants enlevés. De nouveaux tanks sont gagnés lors de l'avancée du jeu. Le jeu bénéficie aussi d'un mode multijoueur.